# David Greenwalt
David Greenwalt (* 16. Oktober 1946 in Los Angeles, Kalifornien) ist ein US-amerikanischer Drehbuchautor, Regisseur und Produzent.

## Leben
Greenwalt wuchs in West Los Angeles, Kalifornien auf. Er besuchte das Los Angeles City College und die California State University, Northridge sowie die University of Redlands, wo er Abschlüsse als Bachelor of Arts in Drama, English und Education machte.
Für die Filme Wacko (1982), Stromopoly – Der Strom, das Gas, die Liebe (Utilities) (1983) Class (1983) und American Dreamer (1984) schrieb er Drehbücher.
Beim Film Crazy Love – Liebe schwarz auf weiß (Secret Admirer) aus dem Jahr 1985 führte er Regie.
Greenwalt war Co-Executive Producer der TV-Serie Buffy – Im Bann der Dämonen (Buffy the Vampire Slayer) und neben Joss Whedon Co-Schöpfer des Spin-offs Angel – Jäger der Finsternis (Angel). Er ist auch neben John McNamara Mitbegründer der kurzlebigen Kult-TV-Show Jim Profit – Ein Mann geht über Leichen (Profit). Bei der Fernsehserie Moonlight war er als Executive Producer und Showrunner vorgesehen, musste jedoch diese Positionen vor dem Start der Fernsehserie aus gesundheitlichen Gründen aufgeben. Der Executive Producer der Fernsehserie, Joel Silver, erklärte, dass Greenwalts Einfluss bleiben würde: „Er hat wirklich hart an dem Spannungsbogen der Serie gearbeitet. Er hat uns wirklich geholfen, uns zu konzentrieren und anzufangen.“ Greenwalt hat das übernatürliche NBC-Drama Grimm mit Jim Kouf geschaffen. Mit Kouf arbeitete Greenwalt schon seit den 1980er Jahren regelmäßig zusammen.

## Filmografie (Auswahl)
Drehbuch
- 1982: Wacko
- 1983: Stromopoly – Der Strom, das Gas, die Liebe (Utilities)
- 1983: Class
- 1984: American Dreamer
- 1985: Crazy Love – Liebe schwarz auf weiß (Secret Admirer, auch Regie)
- 1991–1992: Wunderbare Jahre (The Wonder Years, Fernsehserie, 3 Folgen)
- 1993–1995: Der Polizeichef (The Commish, Fernsehserie)
- 1996: Jim Profit – Ein Mann geht über Leichen (Profit, Fernsehserie)
- 1996–1997: Buffy – Im Bann der Dämonen (Buffy the Vampire Slayer, Fernsehserie)
- 1999–2004: Angel – Jäger der Finsternis (Angel, Fernsehserie)
- 2011–2017: Grimm (Fernsehserie)